# Le Combat du capitaine Newman
Pour plus de détails, voir Fiche technique et Distribution.
Le Combat du capitaine Newman (Captain Newman, M.D.) est un film américain sorti en 1963 et réalisé par David Miller.

## Synopsis
Pendant la Seconde Guerre mondiale, en 1944, le capitaine Josiah Newman dirige le centre de neuro-psychiatrie de la base de Colfax. Il est chargé d'analyser les patients afin de savoir s'ils ne font pas semblant d'être malades. Dans sa mission, il est assisté par un nouvel arrivant, Jake Leibowitz, qui trouble l'ordre que le capitaine tente de maintenir. Autre recrue, de charme, l'infirmière Francie Corum. Ensemble, ils tentent de guérir les troubles psychologiques des patients, qu'ils savent condamnés à retourner vers une mort certaine s'ils sortent de l'hôpital.

## Fiche technique
- Titre français : Le Combat du capitaine Newman
- Titre original : Captain Newman, M.D.
- Réalisation : David Miller, assisté de Robert D. Webb
- Scénario : Richard L. Breen, Henry Ephron et Phoebe Ephron d'après un roman de Leo Rosten.
- Musique : Frank Skinner
- Photographie : Russell Metty
- Directeur artistique : Alfred Sweeney
- Costumes : Rosemary Odell
- Montage : Alma Macrorie
- Producteur : Robert Arthur
- Langue : anglais
- Genre : Comédie dramatique, Film de guerre
- Date de sortie :
  - États-Unis : 25 décembre 1963

## Distribution
- Gregory Peck (VF : Jean-Claude Michel) : Capitaine Josiah J. Newman
- Tony Curtis (VF : Hubert Noël) : Caporal Jackson "Jake" Leibowitz
- Angie Dickinson (VF : Nelly Benedetti) : Lieutenant Francie Corum
- Eddie Albert (VF : Jacques Beauchey) : Colonel Norval Algate Bliss
- Bobby Darin (VF : Serge Sauvion) : Caporal Jim Tompkins
- James Gregory (VF : Raymond Loyer) : Colonel Edgar Pyser
- Robert Duvall (VF : Jean Berger) : Capitaine Paul Cabot Winston
- Jane Withers (VF : Paule Emanuele) : Lieutenant Grace Blodgett
- Paul Carr (en) : Arthur Werbel
- Larry Storch (VF : Jacques Balutin) : Caporal Gavoni
- Dick Sargent (VF : Jacques Bernard) : Lt. Alderson
- Carl Bolder : Un patient
- Bethel Leslie : Helene Winston
- Vito Scotti (VF : Henry Djanik) : Major Alfredo Fortuno

Actrices non créditées
- Ann Doran (VF : Paula Dehelly) : Mme Pyser
- Penny Santon : Une serveuse au Blue Grotto

### Revue de presse
- Jean-Elie Fovez, « Le Combat du capitaine Newman », Téléciné, no 116, Paris, Fédération des Loisirs et Culture Cinématographique (FLECC), mai-juin 1964,  (ISSN 0049-3287)